# Townsend, Montana
Townsend är administrativ huvudort i Broadwater County i Montana. Orten fick sitt namn efter järnvägsdirektören Charles B. Wrights hustru som ursprungligen hette Townsend.

## Kända personer från Townsend
- Patrick Duffy, skådespelare